# آدل اسپیتزدر
آدلهاید لوئیزه «آدل» اسپیتزدر (انگلیسی: Adele Spitzeder)([ˈa:dl̩haɪt ʔaˈde:lə ˈʃpɪtˌtse:dɐ]؛ ۹ فوریه ۱۸۳۲ – ۲۷ یا ۲۸ اکتبر ۱۸۹۵)، که با نام هنری آدل ویو نیز شناخته می‌شد، بازیگر، خواننده فولکلور و حقه اطمینان آلمانی بود. اسپیتزدر که در ابتدا بازیگری نویدبخش به‌شمار می‌رفت، پس از افول موفقیت‌های تئاتری‌اش، به عنوان بانکداری خصوصی در مونیخ قرن نوزدهم به شهرت رسید. او با راه‌اندازی آنچه که احتمالاً نخستین ترفند پانزی ثبت‌شده بود، سودهای کلان به سرمایه‌گذاران وعده می‌داد و از پول سرمایه‌گذاران جدید برای پرداخت به سرمایه‌گذاران پیشین استفاده می‌کرد. در اوج موفقیتش، منابع معاصر او را ثروتمندترین زن بایرن می‌دانستند.
اسپیتزدر بانک خود را در سال ۱۸۶۹ تأسیس کرد و چند سال توانست در برابر تلاش‌های صورت‌گرفته برای بی‌اعتبار کردنش مقاومت کند تا آنکه در سال ۱۸۷۲ مقامات او را به دادگاه کشاندند. از آنجا که ترفند پانزی هنوز غیرقانونی محسوب نمی‌شد، او به جای کلاهبرداری، به حسابداری نادرست و سوءمدیریت پول مشتریان محکوم شد و به سه سال زندان افتاد. بانک او تعطیل شد و ۳۲٬۰۰۰ نفر در مجموع ۳۸ میلیون گولدن بایرنی (معادل نزدیک به ۴۰۰ میلیون یورو در سال ۲۰۱۷) را از دست دادند که موجی از خودکشی‌ها را به دنبال داشت. تمام ثروت شخصی او، شامل آثار هنری و نقدینگی، مصادره شد.
پس از آزادی از زندان در سال ۱۸۷۶، اسپیتزدر با اتکا به حامیان مالی خود زندگی کرد و تلاش ناموفقی برای بازگشت به بازیگری در التونا، هامبورگ و برلین داشت. او سپس به وین رفت، اما پلیس مانع از فعالیتش در آنجا شد. در نتیجه، در سال ۱۸۷۸ به مونیخ بازگشت و خاطراتش را منتشر کرد. در سال ۱۸۸۰، او به دلیل تلاش برای راه‌اندازی بانک جدید بدون دریافت مجوزهای لازم بازداشت شد اما در نهایت بدون هیچ اتهامی آزاد شد. اسپیتزدر به اجرای موسیقی فولکلور معاصر پرداخت و همچنان از کمک دوستان و خیرین گذران زندگی می‌کرد، اما هرگز به‌طور کامل از فعالیت‌های مجرمانه دست نکشید و همین امر باعث شد که بار دیگر تحت پیگرد قانونی قرار بگیرد و دوره‌هایی را در زندان بگذراند. او در ۲۷ یا ۲۸ اکتبر ۱۸۹۵ در مونیخ بر اثر ایست قلبی درگذشت.
اسپیتزدر هرگز ازدواج نکرد، اما برخی منابع از روابط همجنس‌گرایانه او خبر داده‌اند. او ظاهراً تصویری از یک زن مسیحی دیندار را از خود به نمایش می‌گذاشت که به فقرا کمک می‌کند، و این چهره عمومی در موفقیت کسب‌وکارش نقش بسزایی داشت.

## اوایل زندگی
آدلهاید لوئیزه اسپیتزدر در ۹ فوریه ۱۸۳۲ در برلین به دنیا آمد. والدینش یوزف اسپیتزدر و الیزابت «بتی» اسپیتزدر-ویو، هر دو از بازیگران و خوانندگان مشهور زمان خود بودند. او شش خواهر و برادر ناتنی از ازدواج نخست پدرش با هنریته شولر داشت. والدینش در برلین، زمانی که هر دو در تئاتر کونیکس‌اشتاتیشس مشغول به کار بودند، با یکدیگر آشنا شدند؛ یوزف به عنوان کارگردان و بتی به عنوان بازیگر. آن‌ها در سال ۱۸۳۱ ازدواج کردند. در همان سال، یوزف به عنوان بازیگر مهمان در تئاتر ملی مونیخ حضور یافت و با تحسین منتقدان روبه‌رو شد. پادشاه لودویگ یکم، پادشاه بایرن به او و همسرش پیشنهاد یک قرارداد دائمی در تئاتر ملی با حقوق سالانه ۶٬۰۰۰ گولدن را داد که باعث شد خانواده به مونیخ نقل مکان کند. با این حال، در ۱۳ دسامبر ۱۸۳۲، یوزف اسپیتزدر ناگهان درگذشت و لودویگ یکم برای حمایت از خانواده‌اش، شهریه تحصیل فرزندان او را تأمین کرد.
بتی سپس با فرانتس ماورر ازدواج کرد و در سال ۱۸۴۰ به کارل‌تئاتر وین پیوست، جایی که اسپیتزدر تحصیلات خود را در یک مدرسه دخترانه عالی متعلق به اورسولین‌ها آغاز کرد. پس از یک سال، او به شبانه‌روزی صومعه منتقل شد. در سال ۱۸۴۴، او و مادرش به مونیخ بازگشتند و در کنار خواهر و برادران ناتنی و دیگر بستگانشان زندگی کردند. اسپیتزدر در ۱۶ سالگی به مدرسه‌ای معروف به سرپرستی مادام تانش رفت. پس از ترک این مدرسه، او در زمینه زبان‌های خارجی، آهنگسازی و نواختن پیانو آموزش دید.

## حرفه بازیگری

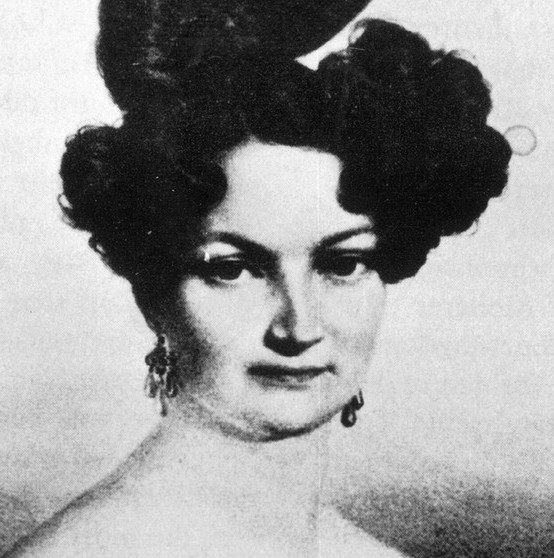
اشپیتسدر در جوانی به عنوان بازیگر (c. 1852)

اشپیتسدر برخلاف خواسته مادرش و به امید پیروی از راه والدینش، نزد بازیگران مونیخی کنستانتسه دان و شارلوت فون هاگن آموزش دید. او در سال ۱۸۵۶ یا ۱۸۵۷، در کوبورگ و در نقش‌های دبوره و ماری استوارت در صحنه هوف‌بونه به اجرا پرداخت و تحسین بسیاری را برانگیخت. او در خاطرات خود می‌نویسد که دوک کوبورگ و دوک وورتمبرگ استعدادش را ستوده‌اند. با این حال، به دلیل نبود جای خالی در کوبورگ، هوف‌بونه را ترک کرد و برای مدتی به مانهایم رفت. سپس به مونیخ بازگشت و در تئاتر ملی چند نقش مهمان ایفا کرد. علی‌رغم پیشنهاد قرارداد دائمی، به دلیل رقابت شدید و احتمال محدود شدن به نقش‌های فرعی، تصمیم گرفت در تئاتر برنو فعالیت کند.
بر اساس زندگی‌نامه‌اش، موفقیت او در برنو باعث ایجاد تنش‌هایی با دیگر بازیگران شد و در نهایت، پس از شش ماه، به دلیل مشکلات جسمی از آنجا کناره‌گیری کرد. پس از بازگشت شش‌ماهه به مونیخ برای بهبودی، علی‌رغم اصرار مادرش، در نورنبرگ مشغول به کار شد و یک سال در آنجا فعالیت کرد. در ادامه، در شهرهای فرانکفورت، برن, زوریخ، ماینتس و کارلسروهه به اجرا پرداخت.
پس از بازگشت به مونیخ برای دیدار با مادرش، پیشنهادی برای بازی در پشت (بوداپست) با حقوق سالانه ۳٬۰۰۰ گولدن دریافت کرد اما به خواست مادرش آن را رد کرد. مادرش به او پیشنهاد داد که در صورت انصراف، ماهیانه ۵۰ گولدن دریافت کند. با این حال، اشپیتسدر آخرین قرارداد خود را در التونا، هامبورگ امضا کرد. در یکی از همین دوره‌های کاری، با بازیگری به نام امیلی اشتیر، با نام هنری برانیزکا، آشنا شد و به زودی با او وارد یک رابطه عاشقانه شد.
با وجود سال‌ها فعالیت، او هرگز موفقیتی ماندگار در صحنه تئاتر به دست نیاورد. منبع معاصر دِر نویه پیتاوال (Der Neue Pitaval) بیان کرده که اشپیتسدر استعداد لازم را داشت اما ظاهر او مانع موفقیتش شد. جولیان نبل، در زندگی‌نامه‌ای که از او نوشته، نقل می‌کند که او چهره‌ای «نه چندان زیبا، با زوایای تند و خطوط خشن، بینی‌ای بلند و پهن، دهانی بزرگ، چانه‌ای تیز، و چشمانی خاکستری و سخت‌خوان داشت، به‌واقع یک زن مردانه بود». رفتار «مردانه» او، از جمله سیگار کشیدن و محاصره شدن توسط زنان زیبا، اغلب مورد توجه قرار می‌گرفت.
ناتوان از کنترل سبک زندگی خود، اشپیتسدر با تکیه بر اعتبار قرض‌دهندگان زندگی می‌کرد و در هامبورگ و زوریخ بدهی‌های قابل توجهی به بار آورد. در سال ۱۸۶۸، به همراه دوست‌دخترش امیلی به مونیخ بازگشت و منتظر پیشنهادهای شغلی از سوی نمایندگان تئاتر ماند، اما هیچ پیشنهاد مطلوبی دریافت نکرد. ناامید و بی‌پول، تنها مقرری ۵۰ گولدنی مادرش را برای گذران زندگی داشت. اما این مبلغ برای تأمین زندگی او که شامل اقامت در هتل‌ها و مهمانسراها، همراه با دوست‌دخترش و شش سگشان بود، کافی نبود.